# Ярборо, Ральф
Ральф Ярборо (англ. Ralph Yarborough; 8 июня 1903, Чандлер, Техас — 27 января 1996, Остин) — американский политик, сенатор США от Техаса, член Демократической партии.

## Биография
Ральф Ярборо родился в Чандлере, округ Хендерсон, седьмым из девяти детей Чарльза Ричарда Ярборо и Нанни Джейн Спир. В 1919 году он поступил в Военную академию в Вест-Пойнте, но бросил учёбу, чтобы стать учителем. В 1927 году он окончил юридический факультет Техасского университета, после чего занимался юридической практикой в Эль-Пасо.
В 1931 году Ярборо стал помощником генерального прокурора, а позже губернатора, Джеймса Оллреда. Ярборо был экспертом в земельных вопросах Техаса и специализировался в преследовании крупных нефтяных компаний, нарушавших производственные лимиты и не плативших нефтяные отчисления в Постоянный школьный фонд за бурение на землях штата.
Ярборо стал известен после того, как выиграл судебный процесс против компании Mid-Kansas Oil and Gas Company на сумму 1 млн долларов, что было вторым по величине иском на то время. В 1936 году Оллреда избрали губернатором, после чего он назначил Ярборо окружным судьёй Тревиса. В том же году, на выборах, Ярборо был утверждён в этой должности.
В 1943 году Ярборо поступил на службу в армию и дослужился до звания подполковника.
В 1952 году Ярборо собирался баллотироваться на очередной срок генерального прокурора штата, но был оскорблён просьбой губернатора Аллана Шиверса не делать этого. Весной 1952 года государственный секретарь штата Джон Шепперд вышел в отставку и в том же году был избран генеральным прокурором. Разозлившись на Шиверса, Ярборо, заручившись поддержкой профсоюзов и либералов, в 1952 и 1954 годах выступил против него на партийных праймериз на губернаторских выборах. Ярборо осудил Шиверса за мошенничество в главной земельной конторе и за поддержку в 1952 и 1956 годах Эйзенхауэра и Никсона вместо демократа от штата Иллинойс Эдлая Стивенсона.
В 1957 году, после отставки Уилберта О’Дэниела, Ярборо был избран на вакантное место в сенат США, набрав 38 % голосов. В должности сенатора Ярборо отказался подписать «Манифест Юга», направленный против расовой интеграции в общественных местах, а также поддерживал увеличение бюджета здравоохранения, образования и охраны окружающей среды. В 1958 и 1962 годах Ярборо успешно переизбирался в сенат. В 1969 году он стал председателем сенатского комитета по труду и социальной защите населения.
22 ноября 1963 года Ярборо находился в кортеже президента Джона Кеннеди, когда на того было совершено покушение. Он ехал в кабриолете вместе с вице-президентом Линдоном Джонсоном и его женой Леди Берд Джонсон, а также агентом секретной службы США Руфусом Янгбладом, который прикрыл их своим телом во время стрельбы.
На выборах 1970 года Ярборо проиграл праймериз бизнесмену и бывшему конгрессмену из южного Техаса Ллойду Бентсену (46 % против 54 % голосов соответственно). В 1972 году он вновь выдвигал свою кандидатуру в сенат на первичных выборах, но уступил бывшему федеральному прокурору Бейрфуту Сандерсу.
Ярборо умер 27 января 1996 года в Остине, и был похоронен на кладбище штата Техас рядом с женой Опал Уоррен (1903—2002).
В его честь назван бульвар в восточной части Эль-Пасо.